# العاشقات (فلم)
العاشقات هو فيلم مصري من إخراج محمود فريد وبطولة نيللي، نور الشريف، زيزي مصطفى ومريم فخر الدين.

## القصة
أسرة سعيدة تتكون من الأب والأم، والبنات سهير وسامية، يتعامل الأب مع الصغيرة سامية بشكل أفضل من الأخرى أما الصغرى، فترعى شؤون المنزل بكل احتياجاته، في نفس المنزل يسكن صديقان، حسن وهو شاب جاد مشغول فى إعداد الدكتوراه، والثانى كمال اللامبالي، متعدد العلاقات، يعطى سامية دروسًا خصوصية ويحب أختها سهير.

## طاقم العمل
- نيللي بدور سامية
- نور الشريف بدور كمال
- زيزي مصطفى بدور سهير
- مريم فخر الدين بدور الأم
- جلال عيسى بدور حسن

## وصلات خارجية
- مقالات تستعمل روابط فنية بلا صلة مع ويكي بيانات
- العاشقات على موقع الدهليز